# Juan Ramón Loubriel Stadium
Juan Ramón Loubriel Stadium – stadion piłkarski w Bayamón w Portoryko. Został wybudowany w 1974. Mieści 22 000 osób. Swoje mecze rozgrywają na nim kluby: Puerto Rico Islanders i Bayamón FC oraz Reprezentacja Portoryka w piłce nożnej.